# Isfugle
|  | For filmen, se Isfugle (film) |
Isfugle (Alcedinidae) er en familie af fugle, der er udbredt med omkring 93 arter i alle verdensdele. I Europa findes en enkelt art, isfugl (Alcedo atthis).

## Karaktertræk
Isfugle har en kraftigt farvet fjerdragt, ofte med med blå og grønne farver, der har metalglans. Næbbet er langt og som regel lige og spidst. Flugten er retlinet. Æggene er hvide og lægges i hulheder, som fuglene ofte selv udgraver i f.eks. brinker. Ungerne klækkes nøgne og er specielle ved at fjerenes hornskeder bevares helt indtil ungerne er flyvefærdige. Nogle arter finder deres føde i vandet ved fiskeri, mens andre udelukkende finder føden på land.

## Systematik
Familien isfugle kan deles i tre underfamilier:

### UnderfamilieAlcedininae
- Slægt Alcedo
  - Herkulesisfugl, Alcedo hercules
  - Isfugl, Alcedo atthis
  - Kraveisfugl, Alcedo semitorquata
  - Blårygget isfugl, Alcedo quadribrachys
  - Blåøret isfugl, Alcedo meninting
  - Blåbåndet isfugl, Alcedo euryzona
  - Indonesisk isfugl, Alcedo coerulescens

- Slægt Ceyx
  - Orientalsk dværgisfugl, Ceyx erithaca
  - Filippinsk dværgisfugl, Ceyx melanurus
  - Sulawesidværgisfugl, Ceyx fallax
  - Azurisfugl, Ceyx azureus
  - Bismarckisfugl, Ceyx websteri
  - Lille isfugl, Ceyx pusillus
  - Indigoisfugl, Ceyx cyanopectus
  - Sølvisfugl, Ceyx argentatus
  - Lepidaisfugl, Ceyx lepidus[2]

- Slægt Ispidina
  - Afrikansk dværgisfugl, Ispidina picta
  - Sortpandet dværgisfugl, Ispidina lecontei

- Slægt Corythornis
  - Madagaskardværgisfugl, Corythornis madagascariensis
  - Malakitisfugl, Corythornis cristata
  - Madagaskarisfugl, Corythornis vintsioides
  - Hvidbuget isfugl, Corythornis leucogaster

### UnderfamilieCerylinae
- Slægt Megaceryle
  - Toppet stødfisker, Megaceryle lugubris
  - Kæmpestødfisker, Megaceryle maxima
  - Grårygget stødfisker, Megaceryle torquata
  - Bæltestødfisker, Megaceryle alcyon
- Slægt Ceryle
  - Gråfisker, Ceryle rudis
- Slægt Chloroceryle
  - Dværgstødfisker, Chloroceryle aenea
  - Mellemstødfisker, Chloroceryle inda
  - Grøn stødfisker, Chloroceryle americana
  - Amazonstødfisker, Chloroceryle amazona

### UnderfamilieHalcyoninae
- Slægt Lacedo
  - Tigerisfugl, Lacedo pulchella
- Slægt Actenoides
  - Grønrygget skovisfugl, Actenoides monachus
  - Brunrygget skovisfugl, Actenoides princeps
  - Blåbåndet skovisfugl, Actenoides bougainvillei
  - Plettet skovisfugl, Actenoides lindsayi
  - Blåkronet skovisfugl, Actenoides hombroni
  - Blårygget skovisfugl, Actenoides concretus
- Slægt Melidora
  - Krognæbbet isfugl, Melidora macrorrhina
- Slægt Tanysiptera
  - Paradisisfugl, Tanysiptera galatea
  - Kofiauparadisisfugl, Tanysiptera ellioti
  - Biakparadisisfugl, Tanysiptera riedelii
  - Blåbrystet paradisisfugl, Tanysiptera carolinae
  - Lille paradisisfugl, Tanysiptera hydrocharis
  - Skovparadisisfugl, Tanysiptera sylvia
  - Sortkronet skovparadisisfugl, Tanysiptera nigriceps
  - Sortrygget paradisisfugl, Tanysiptera nympha
  - Brunhovedet paradisisfugl, Tanysiptera danae
- Slægt Cittura
  - Maskeisfugl, Cittura cyanotis
- Slægt Clytoceyx
  - Kongeisfugl, Clytoceyx rex
- Slægt Dacelo
  - Latterfugl, Dacelo novaeguineae
  - Hvidhovedet latterfugl, Dacelo leachii
  - Perlehovedet latterfugl, Dacelo tyro
  - Hvidnæbbet latterfugl, Dacelo gaudichaud
- Slægt Caridonax
  - Rødøjet isfugl, Caridonax fulgidus
- Slægt Pelargopsis
  - Blåvinget storkenæbsisfugl, Pelargopsis capensis
  - Grårygget storkenæbsisfugl, Pelargopsis melanorhyncha
  - Brunvinget storkenæbsisfugl, Pelargopsis amauroptera
- Slægt Halcyon
  - Violetisfugl, Halcyon coromanda
  - Smyrnaisfugl, Halcyon smyrnensis
  - Brunstrubet smyrnaisfugl, Halcyon cyanoventris
  - Lille smyrnaisfugl, Halcyon badia
  - Hvidhalset smyrnaisfugl, Halcyon pileata
  - Gråhovedet isfugl, Halcyon leucocephala
  - Brunskuldret isfugl, Halcyon albiventris
  - Stribet isfugl, Halcyon chelicuti
  - Malimbicaisfugl, Halcyon malimbica
  - Skovisfugl, Halcyon senegalensis
  - Mangroveisfugl, Halcyon senegaloides
- Slægt Todiramphus
  - Ny Guinea-isfugl, Todiramphus nigrocyaneus
  - Winchells isfugl, Todiramphus winchelli
  - Nordlig molukisfugl, Todiramphus diops
  - Sydlig molukisfugl, Todiramphus lazuli
  - Nymfeisfugl, Todiramphus macleayii
  - Hvidrygget isfugl, Todiramphus albonotatus
  - Hvidhalset isfugl, Todiramphus leucopygius
  - Vanuatuisfugl, Todiramphus farquhari
  - Sørgeisfugl, Todiramphus funebris
  - Grøn isfugl, Todiramphus chloris
  - Talaudisfugl, Todiramphus enigma
  - Mikronesisk isfugl, Todiramphus cinnamominus
  - Krabbeisfugl, Todiramphus saurophagus
  - Hellig isfugl, Todiramphus sanctus
  - Samoaisfugl, Todiramphus recurvirostris
  - Timorisfugl, Todiramphus australasia
  - Hvidbrynet isfugl, Todiramphus tutus
  - Mangaiaisfugl, Todiramphus ruficollaris
  - Tahitiisfugl, Todiramphus veneratus
  - Mangarevaisfugl, Todiramphus gambieri
  - Marquesasisfugl, Todiramphus godeffroyi
  - Ørkenisfugl, Todiramphus pyrrhopygius
- Slægt Syma
  - Gulnæbbet isfugl, Syma torotoro
  - Stor gulnæbbet isfugl, Syma megarhyncha